# Карре, Мишель (сын)
Мишель Карре (фр. Michel Carré) — французский кинорежиссёр, сценарист, актёр, либреттист.

## Биография
Мишель Карре родился 7 июля 1865 года. Его отец (тоже Мишель Карре (отец)), очень уважаемый при Второй империи либреттист, написал вместе с Жюльеном Барбье знаменитое либретто к «Фаусту» Гуно, а также к «Миньоне» Тома, «Свадьбе Жанетты», «Ромео и Джульетте» и др.
Сам Мишель Карре также написал много оперных либретто и несколько пантомим. В 1907 году он снял свою мимическую драму «Блудный сын», но не имел никакого успеха.
С самого основания Общества авторов и литераторов («фр. Societé cin ématographique des auteurs et gens de lettres» — SCAGL) Мишель Карре был приглашен Гугенхеймом и вскоре начал ставить фильмы по собственным сценариям. Свой первый фильм, «Черный бал», он поставил под руководством режиссёра Деноля, работавшего у Капеллани. Затем Карре поставил «Уличный цветок» — мелодраму. Сценарий этого фильма он придумал за полчаса, дожидаясь, когда на улице перестанет идти снег; общее руководство фильмом взял на себя Альбер Капеллани, игравший в нём одну из ролей. В этой картине богатый филантроп подбирает на улице нищую девушку, которая затем становится знаменитой актрисой мюзик-холла.
Вскоре Мишель Карре собрал собственную труппу и, заключив контракт с ССАЖЛ, стал снимать для него множество фильмов (400 метров негатива в месяц). Так, с 1909 по 1911 год он выпустил наивный комический фильм «Карета», костюмную драму «Миниатюра», картины «Печь для обжигания извести», «Наваха», «Бегство бродяги», «Дурнушка» с танцовщицей Трухановой, «Изобретатель», «Любовь и время» и экранизировал роман «Шагреневая кожа», а также «Аталию» по Расину с трагиком де Максом в главной роли.
В 1912 году Мишель Карре покинул ССАЖЛ. Его пригласил в Вену германо-американский предприниматель Меншен для экранизации спектакля Макса Рейнгардта «Чудо», имевшего громадный успех. В этой участвовало 3000 статистов и актёров. Она была сделана по легенде Шарля Нодье: монахиня покидает монастырь ради любви, и на её месте чудесным образом оказывается дева Мария.
Мишель Карре сократил пантомиму Макса Рейнгардта и оставил всего 300 актёров. Картинд была поставлена очень пышно и достигала небывалой в то время длины в 2000 метров. «Чудо» имело большой успех в Лондоне и в течение многих недель шло в театре Ковент Гарден. Во Франции его, не демонстрировали.

## Фильмография
- 1907 — «Блудный сын»
- 1909 — Чёрный бал / (акт. Анри Краусс, Жанна Шейрель)
- Уличный цветок / (акт. Мистингет, Прэнс Владек, Нюмес)
- 1909 — 1911:
  - Карета
  - Миниатюра
  - Печь для обжигания извести
  - Наваха
  - Бегство бродяги
  - Дурнушка / (акт. Труханова)
  - Изобретатель
  - Любовь и время
  - Шагреневая кожа
- 1910 — Аталия / Athalie
- 1912 — Чудо